# GeoUnion Alfred-Wegener-Stiftung
Die GeoUnion Alfred-Wegener-Stiftung ist eine gemeinnützige Stiftung des bürgerlichen Rechts; sie bildet gleichzeitig den Zusammenschluss der geowissenschaftlichen Vereinigungen und Forschungseinrichtungen in Deutschland. Der Sitz befindet sich in Potsdam, am Institut für Geowissenschaften der Universität Potsdam. Zurzeit (Februar 2015) wird die Stiftung von 36 geowissenschaftlich orientierten Organisationen (sog. Trägereinrichtungen) getragen; sie repräsentiert mehr als 50.000 Mitglieder.

## Geschichte
1980 wurde die „Alfred-Wegener-Stiftung zur Förderung der Geowissenschaften (AWS)“ als Zusammenschluss von zunächst zwölf geowissenschaftlichen Gesellschaften gegründet. 2004 erfolgte die Umbenennung in den heutigen Namen. Die Benennung der Stiftung erfolgte nach dem deutschen Wissenschaftler Alfred Wegener (1880–1930), der mit seiner Hypothese über die Kontinentaldrift den Grundstein für das heutige geowissenschaftliche Weltbild einer dynamischen Erde gelegt hat.

## Zweck
Die Stiftung des bürgerlichen Rechts verfolgt gemeinnützige Belange. Sie hat sich zum Ziel gesetzt, Wissenschaft, Forschung und Lehre auf dem Gebiet der Geowissenschaften zu fördern und ihre Erkenntnisse der allgemeinen Öffentlichkeit zu vermitteln, sowie die interdisziplinäre Zusammenarbeit zwischen den über hundert Einzeldisziplinen voranzubringen. Mit der in den Trägerorganisationen vorhandenen Expertise widmet sich die GeoUnion vor allem Aufgaben, die in Zusammenhang mit der Nutzung der natürlichen Ressourcen sowie dem Schutz der Umwelt stehen. Finanziert wird die GeoUnion aus Erträgen des Stiftungsvermögens, über Zuwendungen des Vereins zur Förderung der GeoUnion e. V. und aus Spenden von Mitgliedern und Dritten.

### Programme
Die GeoUnion Alfred-Wegener-Stiftung ist der Zusammenschluss der geowissenschaftlichen Forschungseinrichtungen und Vereinigungen in Deutschland und federführend bei der Vergabe des Prädikats Nationaler GeoPark.

### Preise
Die Stiftung verleiht mehrere Preise:
- Karl-Heinrich-Heitfeld-Preis
- Georgi-Preis
- Alfred-Wegener-Medaille in Silber

## Trägereinrichtungen
- Deutsche Bodenkundliche Gesellschaft (DBG)
- Deutsche Geodätische Kommission (DGK)
- Deutsche Geophysikalische Gesellschaft (DGG)
- Deutsche Gesellschaft für Geographie (DGfG)
- Deutsche Gesellschaft für Geowissenschaften (DGG)
- Deutsche Gesellschaft für Kartographie (DGfK)
- Deutsche Gesellschaft für Photogrammetrie und Fernerkundung (DGPF)
- Deutsche Gesellschaft für Polarforschung (DGP)
- Deutsche Hydrographische Gesellschaft (DHyG)
- Deutsche Hydrologische Gesellschaft (DHG)
- Deutsche Meteorologische Gesellschaft (DMG)
- Deutsche Mineralogische Gesellschaft (DMG)
- Deutsche Quartärvereinigung (DEUQUA)
- Deutsche Vulkanologische Gesellschaft (DVG)
- Deutscher Verband für Angewandte Geographie (DVAG)
- Deutscher Verein für Vermessungswesen (DVW)
- Fachsektion Hydrogeologie in der Deutschen Gesellschaft für Geowissenschaften
- Forschungskollegium Physik des Erdkörpers (FKPE)
- Geographische Gesellschaften in Deutschland
- Geologische Vereinigung (GV)
- Gesellschaft für Bergbau, Metallurgie, Rohstoff- und Umwelttechnik e. V. (GDMB)
- Gesellschaft für Erdkunde zu Berlin (GfE)
- Bundesverband Geothermie (GtV)
- Hochschulverband für Geographie und ihre Didaktik (HGD)
- Paläontologische Gesellschaft
- Verband der Geographen an Deutschen Hochschulen (VGDH)
- Verband Deutscher Schulgeographen (VDSG)
- Vereinigung der Freunde der Mineralogie und Geologie (VFMG)
- Helmholtz-Zentrum Potsdam – Deutsches GeoForschungsZentrum (GFZ)
- Alfred-Wegener-Institut Helmholtz-Zentrum für Polar- und Meeresforschung (AWI)
- Bundesanstalt für Geowissenschaften und Rohstoffe (BGR)
- Leibniz-Institut für Meereswissenschaften IFM-GEOMAR
- Senckenberg Gesellschaft für Naturforschung
- Leibniz-Institut für Angewandte Geophysik
- Museum für Naturkunde Berlin
- Staatliches Museum für Naturkunde Stuttgart